# 井堀繁男
井堀 繁男（いほり しげお、1902年（明治35年）9月30日 - 1983年（昭和58年）7月18日）は、日本の労働運動家、政治家。衆議院議員（3期）。旧名は繁雄。

## 経歴
福岡県京都郡小波瀬村（現:苅田町）で生まれる。旧制中学校を中退して、1915年、八幡製鐵所に務め、1918年、神戸川崎造船所の職工に転じた。1919年、友愛会に加わり、1921年の川崎造船所争議に参加して検挙され懲役6ヵ月となり服役。1924年、日本労働学校を卒業した。
1925年、埼玉県北足立郡草加町（現草加市）の大阪窯業に入社。その後、総同盟埼玉労働組合を設立。1927年、東京鉄工組合川口支部長に就任し、労働争議、小作争議の指導、消費組合運動の推進などを行う。また、社会民衆党埼玉県連書記長、同党中央委員、社会大衆党埼玉県連執行委員を歴任した。
戦後、王子区会議員、西尾末広国務大臣秘書官、経済安定本部員を務めた。また総同盟の再建に加わり、日本労働組合総同盟副会長、全国金属産業労働組合同盟会長などを務めた。
1953年3月、第26回衆議院議員総選挙で埼玉県第1区から社会党右派所属で立候補して当選し、第27回総選挙でも再選された。1960年、民主社会党の結党に加わり、同年11月の第29回総選挙で再選され、衆議院議員を通算3期務めた。この間、日本社会党中央執行委員、同埼玉県連書記長、同労働政策委員長、民主社会党統制委員、同埼玉県連副会長、同国会対策副委員長などを歴任した。
1972年11月の秋の叙勲で勲三等に叙され、旭日中綬章を受章する。
その他、埼玉労働金庫理事長、日本産業労働学院長、全国生活協同組合連合会理事長、同会長などを務めた。
1983年7月18日、死去した。80歳没。同月22日、特旨を以て位記を追賜され、死没日付をもって従四位に叙された。